# Martial Industrial
Martial Industrial (známý také jako Military Pop, Martial Music nebop Militant Music) je hudební žánr pocházejí z konce 20. století. Často čerpá z klasické hudby, neofolku, neoclassicalu, tradičních evropských pochodů a obsahuje prvky industrialu a dark ambientu.

## Počátky
Termín military pop byl vytvořen rakouským hudebníkem Gerhardem Petakem, zakladatelem Allerseelen, k popisu hudby oddalující se od ambientu blíže k militarismu. Od té doby tento termín používali k popisu své hudby např. interpreti jako Dernière Volonté. Pojem military pop je často používaný namísto martial industrial.

## Motivy
Základními motivy martial industrialu je bušení perkusí (podobnost k soundtracku pro temnou přehlídku) a atmosféra truchlivého pochodu. V podstatě cokoli, co je tvořeno tradiční evropskými vojenskými hudebními nástroji můžeme považovat za součást tohoto hudebního hnutí.

## Kultura
Fanoušci martial industrialu velmi často nosí fetišistické uniformy. Interpreti můžu být jak levicoví (např. Militia a Test Dept.), pravicoví (např. Von Thronstahl), tak i apolitičtí.

## Interpreti
- Arditi
- Autopsia
- Blood Axis
- Dead Man's Hill
- Death In June
- Der Blutharsch
- Dernière Volonté
- H.E.R.R.
- Hieronymus Bosch
- Karjalan Sissit
- Militia
- Test Dept.
- Toroidh
- Von Thronstahl
- Wappenbund

## Labely
- Cold Spring
- Eternal Soul Records
- Equilibrium Music
- HauRuck!
- Neuropa Records
- Tesco Organisation
- The Eastern Front
- WKN